# Porsche 917
Porsche 917 é um carro que disputou corridas de Endurance de 1969 até 1971, vencendo as 24 Horas de Le Mans de 1970 e 1971, onde, estabeleceu um recorde na edição de 1971, com Helmut Marko e Gijs van Lennep ao volante e que se manteve até 2010, de ter percorrido 397 voltas nas 24 horas de corrida, ou seja, mais de 5000 km rodados. Porém, para conseguir essa façanha, esse carro tinha um segredo: era construído em magnésio, um material bem mais leve, mas muito inflamável. Ninguém sabia, nem mesmo os pilotos. 
A partir de 1971, as regras estabelecidas pela FIA fizeram com que apenas carros com motores menores de 5 litros competissem, o que fez com que o 917 fosse banido das pistas.
O carro teve algumas subdivisões de modelos, como o 917 K, o 917/30, o 917 LH e os 917/10 e 917/20 que corriam pelo campeonato americano Can-Am. Neste campeonato, as regras eram praticamente as de que, o carro teria que ser um carro de dois lugares, "cabriolet", ou seja, sem teto, e tivesse 4 rodas. 
Sem limite de cilindradas ou potência. Com toda essa liberdade, a Porsche criou um carro que tinha mais de 1500 hp, e que poderia alcançar os 400 km/h. Esse carro era o 917/30, um carro difícil de ser domesticado devido à toda a sua potência e o famoso turbocompressor.